# Сульфид кобальта(III)
Сульфид кобальта(III) — неорганическое соединение, соль металла кобальта и сероводородной кислоты с формулой Co2S3,
серые или чёрные кристаллы,
не растворяется в воде.

## Получение
- Образуется при нагревании кобальта с серой (одновременно с CoS и CoS2):

{\displaystyle {\mathsf {2Co+3S\ {\xrightarrow {350-400^{o}C}}\ Co_{2}S_{3}}}}
- Действие сульфида щелочного металла на соль гексаамминкобальта(III):

{\displaystyle {\mathsf {2[Co(NH_{3})_{6}]Cl_{3}+3Na_{2}S\ {\xrightarrow {}}\ Co_{2}S_{3}\downarrow +6NaCl+12NH_{3}\uparrow }}}

## Физические свойства
Сульфид кобальта(III) образует серые или чёрные диамагнитные кристаллы.
Не растворяется в воде.

## Химические свойства
- Разлагается при нагревании:

{\displaystyle {\mathsf {Co_{2}S_{3}\ {\xrightarrow {T}}\ CoS+CoS_{2}}}}